# Leucoraja caribbaea
Leucoraja caribbaea is een vissensoort uit de familie van de Rajidae. De wetenschappelijke naam van de soort is voor het eerst geldig gepubliceerd in 1977 door McEachran.